# Птолемей (лунный кратер)
Кратер Птолемей (лат. Ptolemaeus), не путать с кратером Птолемей на Марсе, — древний крупный ударный кратер на видимой стороне Луны на северо-восточной границе Моря Облаков. Кратер назван в честь древнегреческого астронома, астролога, математика, оптика, теоретика музыки и географа Клавдия Птолемея (87—165). Название утверждено Международным астрономическим союзом в 1935 году. Образование кратера относится к нектарскому (птолемеевскому) периоду, кратер является типичным представителем кратеров, сформировавшихся в этот период, именно поэтому данный период иногда называют птолемеевским.

## Описание кратера

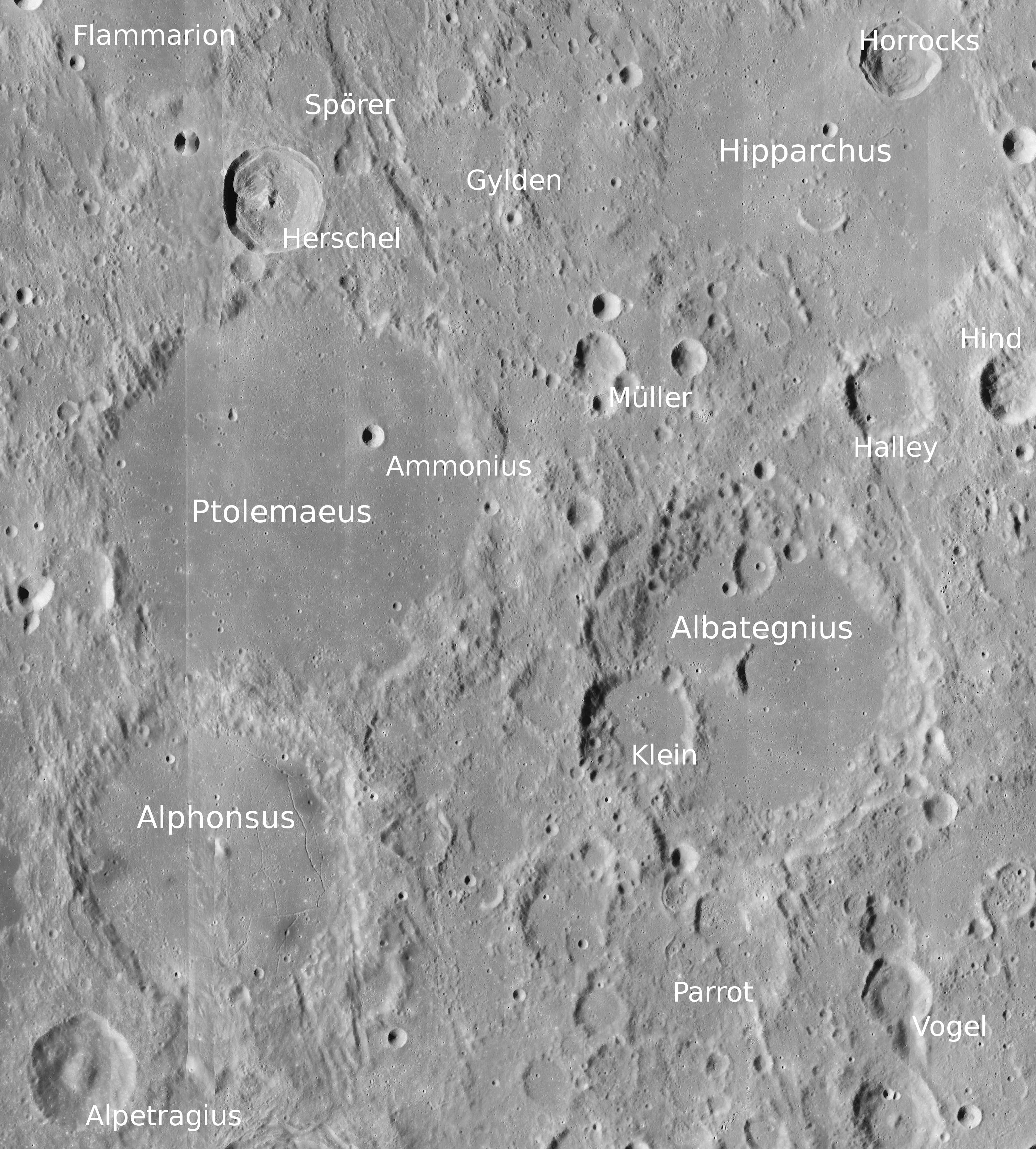
Окрестности кратера Птолемей. Снимок зонда Lunar Reconnaissance Orbiter.

Кратер Птолемей вместе с кратером Альфонс, вал которого частично перекрывает южную часть вала кратера Птолемей, и кратером Арзахель, лежащим далее на юге, образует хорошо различимую и приметную цепочку кратеров. На севере от кратера расположен кратер Гершель, на северо-северо-востоке — кратер Гюлден, на северо-востоке — кратер Гиппарх, на юго-востоке — кратеры Аль-Баттани и Клейн. Селенографические координаты центра кратера 9°10′ ю. ш. 1°50′ з. д. / 9,16° ю. ш. 1,84° з. д., диаметр 153,67 км, глубина 2,4 км.

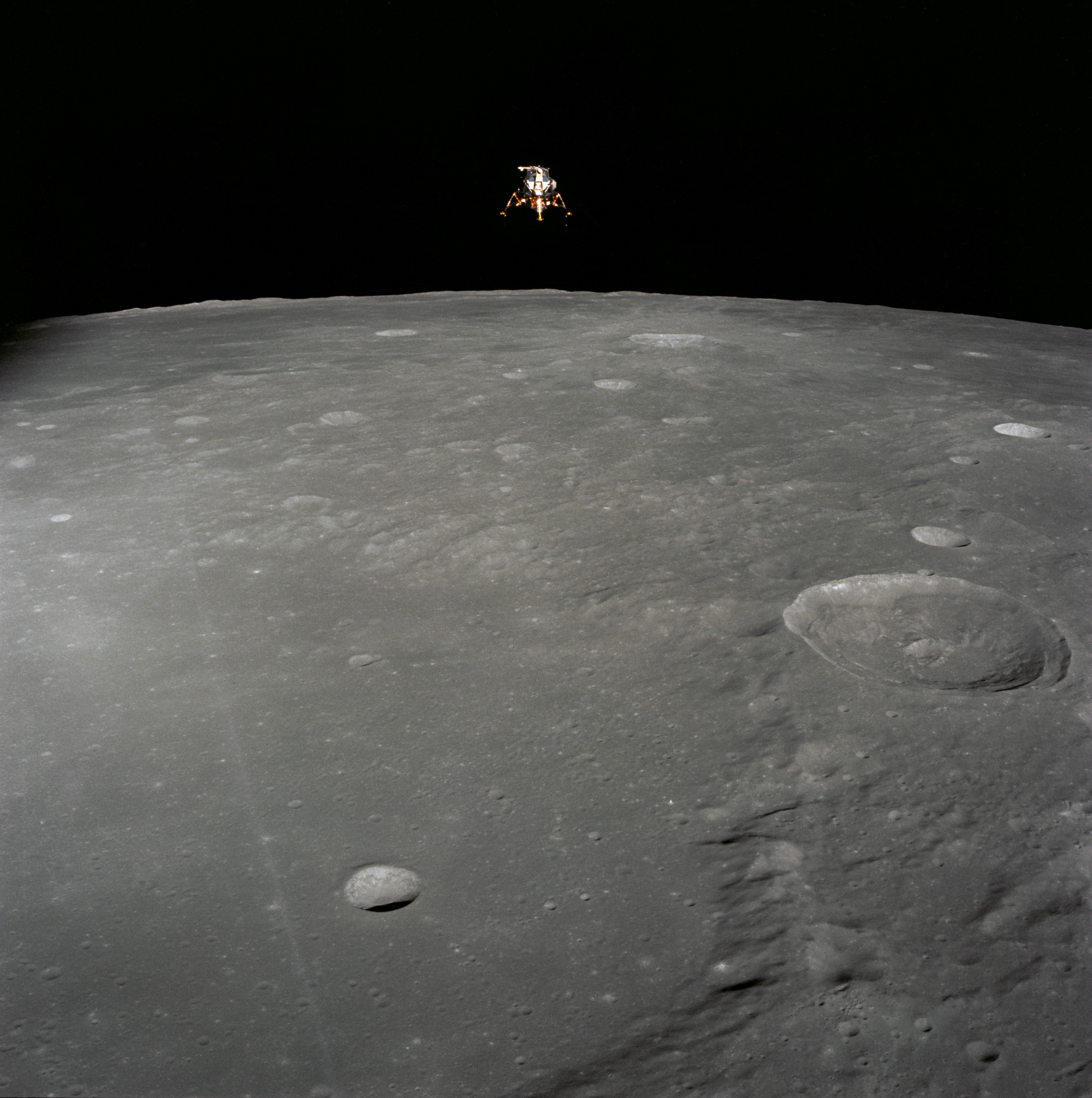
Лунный модуль Intrepid Аполлона-12 над кратером Птолемей.

Вал кратера низкий, неправильной полигональной формы, подвергшийся значительной эрозии и испешренный многочисленными мелкими кратерами. Наибольшую высоту над чашей кратера, около 2900 м, имеет пик Птолемей Гамма (γ), находящийся в северо-западной части вала. Средняя высота кратера над окружающей местностью составляет 1800 м. Вал кратера рассечен многочисленными разломами, особенно в южной части, где имеются долины соединяющие кратер с кратером Альфонс. Чаша кратера заполнена лавой и не имеет центрального пика, система лучей отсутствует. На дне чаши кратера, особенно в западной части, слабо различимы малые кратеры, заполненные лавой так, что лишь небольшая часть их вала выступает над поверхностью лавы. Кроме этого в чаше имеются сателлитные кратеры, один из которых получил собственное название — кратер Аммоний (на приведенной фотографии в северо-восточной части чаши кратера). Внутренняя часть кратера имеет яркость 4° по таблице яркостей Шрётера. 

Детали кратера хорошо видны лишь когда солнце находится низко над видимой стороны Луны, а именно в первой и последней четверти лунного цикла. В полнолуние, когда солнце находится высоко, контуры кратера плохо различимы.

## Сателлитные кратеры
| Птолемей | Широта   | Долгота | Диаметр  |
| -------- | -------- | ------- | -------- |
| B        | 7,9° S   | 0,8° W  | 18,79 км |
| С        | 10,11° S | 3,28° W | 1,92 км  |
| D        | 8,29° S  | 2,6° W  | 3,51 км  |
| E        | 10,21° S | 4,52° W | 28,67 км |
| G        | 7,15° S  | 0,02° E | 9,42 км  |
| H        | 7,13° S  | 5,45° E | 6,19 км  |
| J        | 9,66° S  | 5,4° W  | 4,5 км   |
| K        | 8,23° S  | 4,68° W | 8,16 км  |
| L        | 8,85° S  | 4,01° W | 3,18 км  |
| M        | 9,39° S  | 3,42° W | 2,93 км  |
| O        | 7,24° S  | 3,6° W  | 4,05 км  |
| P        | 11,4° S  | 3,17° W | 3,5 км   |
| R        | 6,67° S  | 1,17° W | 6,37 км  |
| S        | 10,55° S | 0,53° W | 3,32 км  |
| T        | 7,49° S  | 0,01° W | 6,56 км  |
| W        | 9,16° S  | 1,33° E | 4,37 км  |
| X        | 11,02° S | 0,29° E | 4,91 км  |
| Y        | 9,37° S  | 0,7° E  | 5,97 км  |

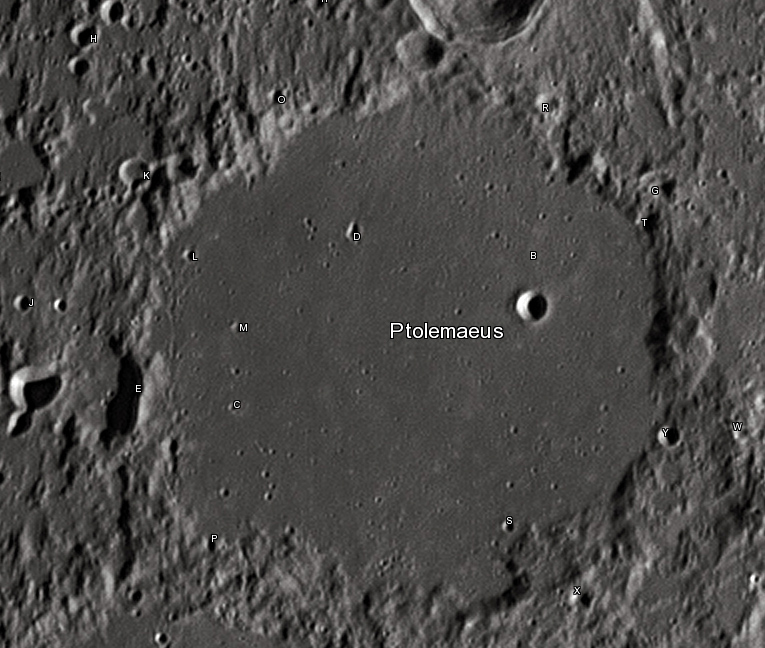
Снимок Девида Кемпбелла.

- Сателлитный кратер Птолемей А в 1976 году переименован Международным астрономическим союзом в кратер Аммоний. В этом кратере зарегистрированы термальные аномалии во время лунных затмений. Это явление объясняется небольшим возрастом кратера и отсутствием достаточного слоя реголита, оказывающего термоизолирующее действие.

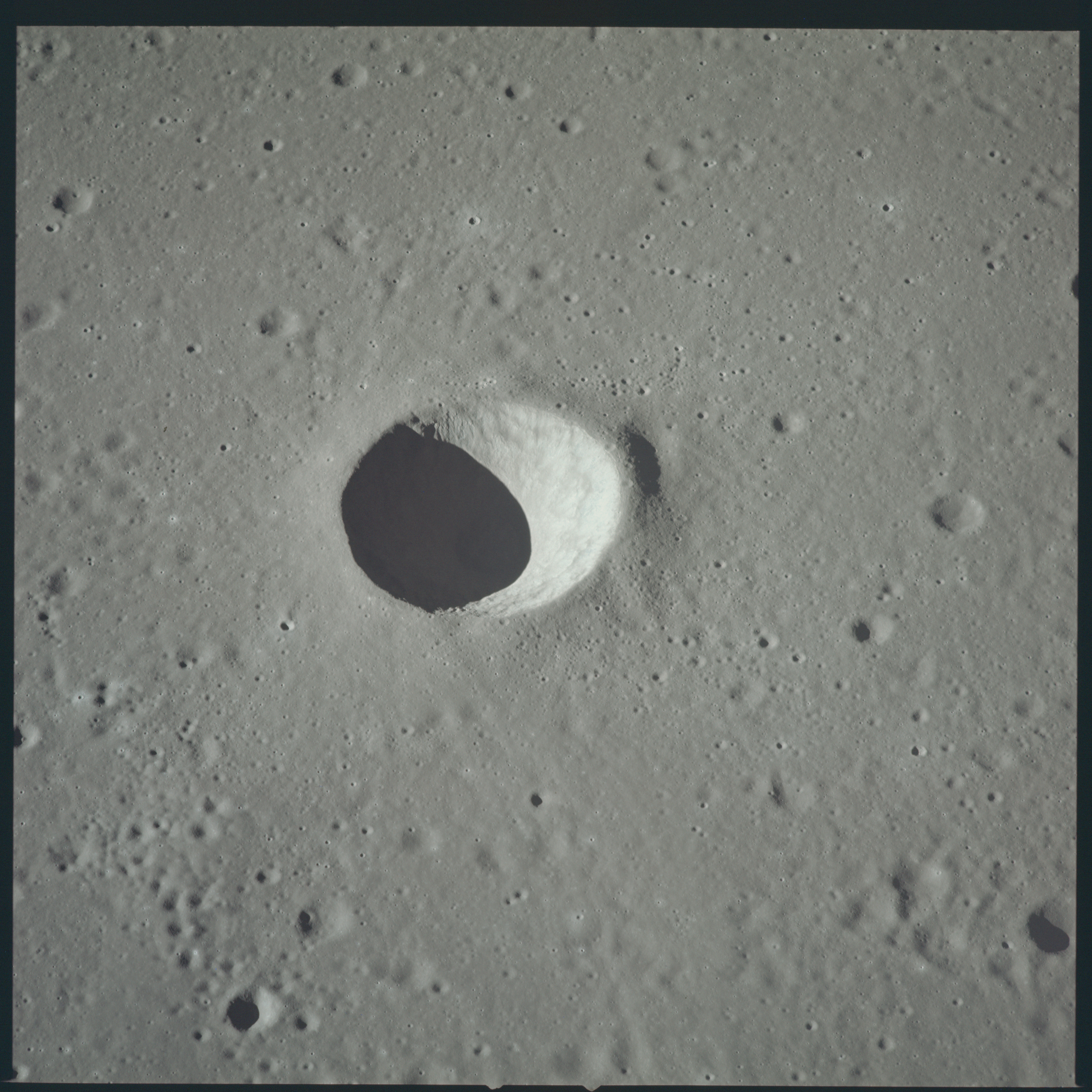
Сателлитный кратер Птолемей А. Снимок с борта Аполлона-12.